# Gelanor lanei
Gelanor lanei là một loài nhện trong họ Mimetidae.
Loài này thuộc chi Gelanor. Gelanor lanei được miêu tả năm 1941 bởi Soares.